# Atrichopogon nirofuscus
Atrichopogon nirofuscus är en tvåvingeart som beskrevs av Remm 1980. Atrichopogon nirofuscus ingår i släktet Atrichopogon och familjen svidknott. Inga underarter finns listade i Catalogue of Life.